# Романченко, Иван Саввич
Иван Саввич  Романченко (16 марта 1894, Елисаветград, Херсонская губерния — 3 апреля 1977, Львов) — украинский и советский филолог, ученый, педагог, литературный критик. Член Украинской Центральной рады.

## Биография
Родился в бедной украинской семье. С десяти лет работал. В 1913 году закончил Елисаветградское шестиклассная городское училище, а в 1915 году двухлетние педагогические курсы при нем.
Закончив педкурсы, получил звание народного учителя. Вскоре был забран в полк царской армии, который дислоцировался в Кишинёве, позже был переведен в Одессу. В Одессе его застала октябрьская революция, где он как председатель полкового комитета был избран в исполнительный комитет первого Одесского областного Совета народных депутатов. 
В 1917 году избирался членом Украинской Центральной рады от Одессы. 
Во время Первой мировой войны несколько раз был ранен, лечился в военных госпиталях.
В 1928 году окончил литературный факультет Одесского института народного образования. Преподавал в Одесском институте. В 1930 году поступил на учебу в аспирантуру, которую успешно завершил в 1935 году, защитив диссертацию на тему «Пантелеймон Кулиш — библиограф и критик Николая Гоголя». После получения степени кандидата филологических наук работал доцентом Одесского педагогического института
В 1935—1939 годах работал во Всесоюзной библиотеке в Москве, в Институте мировой литературы; руководил литературным объединением при Всесоюзной библиотеке и рабочим литературным кружком. Тогда же издал свой творческий сборник «Первый рейс».
В 1939—1941 годах активно участвовал в составлении первой научной библиографии Тараса Шевченко библиографии к «Слову о полку Игореве».
Во время Великой Отечественной войны на фронте. Был разведчиком группы генерала П. П. Тимофеева.
В 1940 году переехал с семьей во Львов. Пытался устроиться на работу в Львовский университет, однако попал в поле зрения НКВД, и через году получил разрешение на работу в вузе.
Работал на кафедре украинской литературы Львовского педагогического института, установил сотрудничество с отделом литературы Львовского филиала Института общественных наук  Академии Наук УССР, занимался исследовательской работой в области литературоведения. Результаты научных исследований публикует с в республиканской и областной периодике. Только в газете «Свободная Украина» он опубликовал более 70 статей по литературоведению. Особенно близкой Ивана Романченко стала тема классиков украинской литературы. Его выступления о Тарасе Шевченко, Иване Франко, Леси Украинки, Панасе Мирном привлекают внимание молодежи, студентов, общественности.
В 1948—1950 годах работал доцентом кафедры языка и литературы в Украинском полиграфическом институту им. Ивана Федорова.
После этого некоторое время работал в должности доцента кафедры украинской литературы Кременецкого государственного пединститута на Тернопольщине.
С 1951 года работал во Львовском филиале Института общественных наук АН УССР.
Результаты его научных изысканий увидели свет во многих академических изданиях. В частности, «Советское литературоведение», «Украинский исторический журнал», «Народное творчество и этнография» и другие.
Умер в 1977 года. Похоронен во Львове.